# Ak-Schyirak
Der Ak-Schyirak (kirgisisch Ак-Шыйрак; russisch Акшийрак Akschirak) ist ein Gebirgsstock des Tian Shan im Osten von Kirgisistan in Zentralasien.
Der Ak-Schyirak befindet sich südlich des Terskej-Alataus. Er erstreckt sich über eine Länge von ungefähr 50 km in SSW-NNO-Richtung. Der Ak-Schyriak bildet das Quellgebiet des Großen Naryn. Der Oberlauf des Ütschköl
bildet die nördliche und östliche Abgrenzung des Gebirges. Weiter östlich
erheben sich die Berge des Kuiljutau-Gebirges. Im Süden liegt die vom gleichnamigen Fluss Ak-Schyirak durchflossene Ak-Schyirak-Niederung. Der vergletscherte Gebirgsstock erreicht im Dschamansuu eine maximale Höhe von 5126 m. Am Fuße des größten Gletschers, dem Petrowgletscher, liegt der Petrowsee. Die Gletscherfläche wird mit 439 km² angegeben. Der Gebirgsstock besteht aus Schieferton, Kalkstein und Granit.
Am Westrand des Gebirges befindet sich die Kumtor-Goldmine.